# Okkert Brits
Okkert Brits (ur. 22 sierpnia 1973 w Uitenhage) – południowoafrykański lekkoatleta, tyczkarz. Trzykrotny olimpijczyk (1996, 2000, 2004).
Jego największe osiągnięcia to brązowy medal halowych mistrzostw świata w 1995 oraz srebrny medal mistrzostw świata na otwartym stadionie w 2003. Jego najlepszy wynik na igrzyskach olimpijskich to 7. miejsce w 2000. Brązowy medalista Mistrzostw Świata Juniorów w Lekkoatletyce (Seul 1992). Dwukrotnie stawał na podium Finału Grand Prix IAAF (1. miejsce – Monako 1995 & 3. miejsce – Ad-Dauha 2000). Drugi zawodnik Światowego Finału IAAF (Monako 2003). W 2002 zdobył złoty medal Igrzysk Wspólnoty Narodów rozegranych w Manchesterze. 2-krotnie wygrał puchar świata w lekkoatletyce (Londyn 1994 oraz Madryt 2002), w obu wypadkach, m.in. dzięki punktom Britsa drużyna męska Afryka triumfowała w zawodach. Był również czterokrotnym mistrzem Afryki w skoku o tyczce (1992, 1993, 1998 oraz 2006), jak również dwukrotnym złotym medalistą igrzysk afrykańskich (1995, 1999).
W 1998 został ukarany przez południowoafrykańską federację sześciomiesięcznym zakazem startów i grzywną w wysokości 5000 dolarów amerykańskich za konflikt z macierzystym związkiem lekkoatletycznym – na początku lutego Brits wolał wystartować w halowym mityngu w Niemczech (zwyciężył z wynikiem 5,60 m) niż brać udział w meczu lekkoatletycznym reprezentacji RPA i Rosji.
Jego najlepszy wynik 6,03 m, uzyskany w 1995, jest aktualnym rekordem Afryki i 10. wynikiem w historii światowej lekkoatletyki. Brtis jest także halowym rekordzistą Afryki (5,90 w 1997).